# تشاه ديغي (دجغان)
تشاه دیغي (بالفارسية: چاه دیگی) هي قرية تقع في إيران في قسم دجغان الريفي. يقدر عدد سكانها بـ 39 نسمة .